# Хаканча (озеро)
Хаканча — пресноводное озеро в Красноярском крае России, располагается на юго-западе Таймырского Долгано-Ненецкого района.
Расположено в узкой котловине между западными отрогами плато Путорана к северу от хребта Неранакта, приблизительно в 204 километрах к восток-северо-востоку от Игарки. Высота над уровнем моря — 278 м. Площадь озера — 38,4 км². Водосборная площадь — 944 км². 
Впадает несколько рек и ручьёв, наиболее значимые из которых: Гуткэн, Нерасар и Дыличи. Последняя вытекает из одноимённого озера. Из озера Хаканчи вытекает река Хаканча, впадающая в Хантайское озеро. Со всех сторон озеро окружено плоскогорьем. Берега относительно высокие, слабо изрезаны.
В озере обитает сиг, налим.